# کورنلیا دوملر
کورنلیا دوملر (انگلیسی: Cornelia Dumler؛ زادهٔ ۲۲ ژانویهٔ ۱۹۸۲) بازیکن والیبال اهل آلمان است. او از سال ۲۰۰۲ تا ۲۰۰۸ عضو تیم ملی والیبال زنان آلمان بود و در سال ۲۰۰۳ نیز با آلمان به مدال برنز قهرمانی اروپا دست یافت.